# Alberto Barberis (Fußballspieler)
Alberto Barberis (genannt Ju-Ju; * 31. Juli 1887 in Turin; † 18. Juni 1920 in Mailand) war ein italienischer Fußballspieler und Jurist.

## Karriere
Alberto Barberis besuchte das Turiner Massimo-d’Azeglio-Gymnasium und studierte von 1904 bis 1910 an der Universität Turin Rechtswissenschaften. Um sein Studium zu finanzieren, arbeitete er im Unternehmen von Alfredo Dick, der von 1905 bis 1906 Präsident des Fußballklubs Juventus Turin war. 
Anfangs für den FC Torinese aktiv, nahm Barberis ab 1900 mit Juventus an der italienischen Fußballmeisterschaft teil. Am 11. März 1900 gab er beim 0:1-Niederlage gegen den FC Torinese auf dem Campo di Piazza d’armi sein Debüt für die Juve, dies war gleichzeitig die erste offizielle Partie in der Geschichte von Juventus. 1905 war er auf der Position des rechten Außenstürmers Stammspieler und gewann mit dem Turiner Verein den ersten Meistertitel der Vereinsgeschichte.
Als Dick 1906 als Juve-Präsident entmachtet wurde und sich entschloss, den Foot Ball Club Torino zu gründen, bot dieser Barberis an, ihm dorthin zu folgen. Der Stürmer verneinte und wurde daraufhin von Dick entlassen. Bis 1912 absolvierte Alberto Barberis über 30 Meisterschaftspartien für Juventus.
Am Ersten Weltkrieg nahm Barberis als Unterleutnant der Grenadiere teil. Aufgrund seiner Leidenschaft für die Fliegerei wurde er am 13. Oktober 1917 in das Turiner Fliegerbataillons kommandiert. Ab dem 11. März 1918 war er Pilot im 1. Marinefliegergeschwader.
Alberto Barberis starb 1920 im Alter von 32 Jahren in Mailand bei einem Flugunfall. Er wurde auf dem Cimitero monumentale in Turin im Familiengrab beigesetzt.

## Erfolge
- Italienische Meisterschaft: 1905